# José María Díaz y Díaz Villaamil
José María Díaz y Díaz Villamil (Cerdeiral, A Pontenova, Lugo, 1898 - Taramundi, Astúries, 1936) fou un advocat i polític gallec, diputat a les Corts Republicanes i governador civil durant la Segona República.

## Biografia
Estudià magisteri i treballà com a mestre a Vilameá; després exercí com a Inspector de Primària a Lugo i estudià dret. Durant la Dictadura de Primo de Rivera fou empresonat a Madrid per ser el president de la Sociedad de Estudiantes de Derecho. Fou un dels signants del Pacte de Barrantes el setembre de 1929, pel que es creava la Federació Republicana Gallega dirigida per Santiago Casares Quiroga, que després canviaria el nom pel d'ORGA. Com a membre destacat d'aquest partit, va organitzar l'Assemblea Regional de Lugo de maig de 1932 per la qual ORGA adoptà el nom de Partit Republicà Gallec, i poc després fou nomenat governador civil d'Osca i Màlaga, i el març de 1933 de Saragossa. El 1934 dimití del càrrec i exercí com a advocat a Vilalba i Lugo, i poc després fou un dels encarregats d'integrar el PRG en la nova Izquierda Republicana, de la que en serà vocal per Lugo.
A les eleccions generals espanyoles de 1936 fou elegit diputat per la província de Lugo pel Front Popular, i ocupà interinament el càrrec de governador civil de Lugo durant uns mesos. Quan esclatà la rebel·lió militar que donà pas a la guerra civil espanyola el 18 de juliol de 1936 va organitzar al resistència a la ciutat de Lugo amb Rafael de Vega Barrera i Jacinto Calvo. El 20 de juliol aconseguí escapar a Ribadeo, però fou capturat el 12 de setembre per les tropes franquistes. Segons fonts militars franquistes, va morir el 25 de setembre de 1936 a Taramundi com a resultat d'una hemorràgia provocada per un tret.